# フォドマップ
フォドマップ（FODMAP; Fermentable Oligosaccharides, Disaccharides, Monosaccharides, and Polyols）は小腸内で消化・吸収されにくい（発酵性の）糖類（オリゴ糖、二糖類、単糖類、ポリオール）の略称である。
フォドマップは 小腸では吸収されにくい短鎖炭水化物である。  これには、 フルクトース （ フルクタン ）、ガラクトオリゴ糖 （GOS、 スタキオース 、 ラフィノース ）、 二糖 （ ラクトース ）、 単糖 （ フルクトース ）、ソルビトール 、 マンニトール 、 キシリトールおよびマルチトールのような糖アルコール （ ポリオール ）の短鎖オリゴ糖ポリマーを含む。   フォドマップは我々の普段の食事に含まれている。
フォドマップにより消化不良を引き起こす人もいるが、腸の炎症を引き起こすことはない。  実際、フォドマップは腸内細菌叢に有益な変化をもたらすため、消化器系の不快感を避けるのに役立つ。 
フォドマップは成人の過敏性腸症候群（IBS）および他の機能性胃腸障害（FGID）の直接的な原因ではないが、フォドマップ制限（低フォドマップ食事療法）はこれらの症状を短期的に改善すると言われている。   しかしフォドマップ を長期間摂取しないと、腸内微生物叢およびメタボロームに悪影響を及ぼす可能性がある。   
また、医学的評価なしで低フォドマップ 食事療法が行われた場合、深刻な健康上のリスクを引き起こす可能性がある。 これは、セリアック病、炎症性腸疾患や結腸癌などの深刻な病気の消化器症状を改善しマスクすることで、正確な診断と治療が遅れる可能性があるためである。 

## 吸収
フォドマップは小腸で吸収されにくく、遠位小腸や近位大腸中の細菌によって発酵される。これは通常の現象であり、すべての人に共通している。結果として生じたガスが膨満感や鼓腸をもたらす可能性がある。
フォドマップは一部の人に対し特定の消化器系の不快感を引き起こす可能性があるが、腸の炎症を引き起こさず、むしろ大腸の健康を維持するのに貢献している。
フォドマップは過敏性腸症候群や他の機能性胃腸障害の原因ではないが、腸が敏感で異常なときに不快な症状を発症すると言われている。
フルクトースの吸収不良とラクトース不耐症は同じメカニズムでIBS症状を引き起こすことがあるが、他のフォドマップとは異なり、フルクトースの吸収不良はごく少数であり、ヨーロッパ系の人々ではラクトース不耐症は少数にしか見られない。   低フォドマップ食事療法から恩恵を受ける人の多くは、フルクトースやラクトースを制限する必要はない。水素とメタンの 呼気検査でこれらの2つの状態を識別することが可能であり、食事制限が不要となる。

## フォドマップ含有食品
フォドマップの含有量は、地理、民族、その他の要因の食生活の違いによって異なる。   一般的なフォドマップは以下のもので構成されている。 
- フルクタンおよびガラクトオリゴ糖を含むオリゴ糖。
- ラクトースを含む二糖類。
- フルクトースを含む単糖類。
- ソルビトール、 キシリトールおよびマンニトールを含むポリオール。

### フルクタン、ガラクタンおよびポリオール

#### フルクタン含有食品
フルクタンが含まれる食品はコムギ 、 ライムギ 、 オオムギ 、 タマネギ 、 ニンニク 、 キクイモ、グローブアーティチョーク 、 ビート 、 タンポポの葉 、ネギの白い部分、新タマネギの白い部分、 芽キャベツ 、 サボイキャベツ、プレバイオティクスである。プレバイオティクスにはフルクトオリゴ糖（FOS）、オリゴフルクトース、イヌリンなどが例として含まれる。  アスパラガス 、 フェンネル 、 赤キャベツ 、 ラディッキオにも中等量のフルクタンが含まれているが、推奨される量であれば摂取可能である。 

#### ガラクタン含有食品
豆や豆類が主な含有食品である（ただし、緑色の豆 、缶詰のレンズ豆 、発芽緑豆 、 豆腐 （絹以外）とテンペは比較的少量を含んでいる）。   酵素サプリメントα-ガラクトシダーゼの補給が症状を軽減するかもしれない （ポリオール人工甘味料のような他のフォドマップを含む銘柄は避けた方が良い）。

#### ポリオール含有量
ポリオールは、いくつかの果物（特に核果類 ）や野菜に自然に含まれている。果物には りんご 、 アプリコット 、 アボカド 、 ブラックベリー 、 チェリー 、 ライチ 、 ネクタリン 、 モモ 、 ナシ 、 プラム 、 プルーン 、 スイカ があり、野菜にはカリフラワー 、 マッシュルーム 、絹さや豆がある 。ポリオールはバルク甘味料としても使用され、イソマルト 、 マルチトール 、 マンニトール 、 ソルビトールおよびキシリトールを包含する 。  キャベツ 、 チコリ 、フェンネルには中等量のポリオールが含まれているが、推奨される量であれば摂取可能である。 

### フルクトースとラクトース
低フォドマップ食事療法を実施している人で、特にラクターゼ持続性がある人は、中等量のフルクトースとラクトースであれば許容できる可能性がある。

## 低フォドマップ食事療法
低フォドマップ食事療法は発酵性炭水化物（FODMAP）を全面的に制限することである。 

### 推奨される食品
以下は、 モナシュ大学の 「低フォドマップ食事療法」に従ってグループ別に分類された低フォドマップ食品である。 
- 野菜：アルファルファ、もやし、インゲン、チンゲン菜、ピーマン、ニンジン、チャイブ、新鮮なハーブ、 チョイサム 、キュウリ、レタス、トマト、 ズッキーニ 、ネギと新タマネギの緑色の部分
- 果物：オレンジ、ブドウ、メロン
- タンパク質：肉、魚、鶏肉、 豆腐 （絹以外）、 テンペ
- 乳製品：無乳糖牛乳、無乳糖ヨーグルト、ハードチーズ
- パンとシリアル：米、クリスピーライス 、トウモロコシ、ジャガイモ、 キノア 、これらを原材料として作られたパン。オートムギ、スペルトムギは比較的低フォドマップである。
- ビスケット（クッキー）とスナック：上記の穀物から作られたもので、高フォドマップの食材（例えば玉ねぎ、洋ナシ、蜂蜜など）が含まれていないもの。
- ナッツと種子： アーモンド （一回の摂取につき10つ以下）、カボチャの種。 カシューナッツやピスタチオは不可。
- 飲料：水、 コーヒー 、 紅茶

他にも摂取可能な食品が確認され、推奨されている。 

### 有効性とリスク
低フォドマップ食事療法は過敏性腸症候群の成人に対し短期的に消化器症状を改善するが、腸内微生物叢とメタボロームに対し悪い影響を与えるため、長期的な実施は悪影響を及ぼすことがある。     そのため、短期間に専門家の助言の下でのみ実施されるべきである。   また小児の過敏性腸症候群に対する有効性を評価するためには、さらなる研究が必要である。   バイアスの影響を受けやすい小規模の研究より、 炎症性腸疾患の機能的症状を改善する治療への有効性を示す、わずかなエビデンスがある。   健康への真の影響を評価するため、低フォドマップ食事療法についてさらなる研究が必要である。  
さらに、医学的な助言なしに低フォドマップ食事療法を実施すると、栄養不足、癌のリスク、さらには死亡率など、深刻な健康上のリスクにつながる可能性がある。  低フォドマップ食事療法は、 セリアック病 、炎症性腸疾患および結腸癌などの、過敏性腸症候群と類似した消化器症状を示す重症疾患の消化器症状を改善し、マスクする可能性があると言われている。  正確な診断を受けてから適切な治療を受けられるようにするには、低FODMAPダイエットを始める前に完全な確実な医学的評価を受けることが重要である。   これは特にセリアック病に言える。  低フォドマップ食事療法では、セリアック病の原因であるグルテンの消費が減少または抑制されるため、消化器症状の改善がFODMAP全てのの排除とは関係がない可能性がある。正しい診断と治療がなされないことで、結果的にセリアック病および様々な癌や深刻な健康上の合併症のリスクにつながる可能性がある。  
低フォドマップ食事療法はさまざまな栄養素群を厳格に制限するため、長期的に実施することは実用的ではなく、不必要な経済的負担を与える可能性がある。 

### 歴史
多くの機能性胃腸障害（FGID）の原理は腸管腔の膨張である。  このような内腔の膨張は、疼痛、 鼓脹感 、 腹部膨満感および運動性障害を誘発する可能性がある。  治療方法は、特に遠位小腸と近位大腸の膨満感につながる要因を低減することである。膨張を誘発する可能性がある物質は、近位小腸での吸収が不十分で、浸透活性があり、 腸内細菌によって（メタンではなく）水素とともに発酵される。  小分子FODMAPにはこれらの特徴がある。 
長年にわたり、ラクトース、フルクトース、ソルビトール、フルクタン、およびガラクトオリゴ糖を含む特定の短鎖炭水化物の摂取は、過敏性腸症候群の人と同様の胃腸の不快感を誘発することがあるという複数の報告があった。  またこれらの研究は、短鎖炭水化物の食事制限が症状改善と関連していることを示していた。 
これら短鎖炭水化物（ラクトース、フルクトース、ソルビトール、フルクタン、およびGOS）は腸内で同様に作用する。  第一に、これらは低分子で、吸収が不十分または全く吸収されないため、浸透圧で水を腸内に引き込む。   第二に、これらの分子は結腸細菌によって容易に発酵されるため、小腸で吸収不良になると大腸に入り、そこでガス（水素、二酸化炭素およびメタン）を発生する。   この炭水化物の二重の作用が腸の内容物の体積を広げる。それが腸壁を広げ、腸の神経を刺激する。IBS患者が一般的に経験する痛みや不快感を引き起こすのは、この「伸縮」が原因である。 
フォドマップの概念は、仮説論文の一部として2005年に初めて発表された。   この論文では、全ての難消化性または吸収が遅い短鎖炭水化物の摂取量を減らすことで、腸壁の伸縮を最小限に抑えることが可能性が示された。  これが腸の神経系の刺激を減らし、IBS患者の症状発現を減少させるとして提案された（下記参照）。  当時、難消化性または吸収が遅い短鎖炭水化物の総称がなかったため、理解を深め、概念を広めるために「FODMAP」という用語が作成された。 
低フォドマップ食事療法は元々オーストラリアのメルボルンにあるモナッシュ大学の研究チームによって開発された。   モナッシュチームは、低フォドマップ食事療法がIBS患者の症状のコントロールを改善するかを調査する最初の研究に着手し、食事療法が効果を発揮するメカニズムを確立した。   またモナッシュ大学は、オーストラリアおよび世界中の食品のFODMAP含有量を測定するための食品分析プログラムを確立した。  モナッシュ大学は、情報がほとんどなく、時には誤った推測による数少ない文献に基づく以前のデータを更新し、FODMAP構成データを作成した。 

## 参照
- Carbohydrate metabolism
- Diet (nutrition)
- Dieting
- Digestion
- List of diets